# Église Saint-Saturnin de Saulieu
Pour les articles homonymes, voir Église Saint-Saturnin.
L'église Saint-Saturnin de Saulieu est une église du XIe siècle de style roman et gothique avec flèche de clocher remarquable en bardeaux de chêne ou de châtaignier. Dédiée à saint Saturnin, elle se situe à Saulieu en Côte-d'Or dans la région de Bourgogne-Franche-Comté en France, et est inscrite aux monuments historiques depuis le 10 novembre 1925.

## Historique
L’église Saint-Saturnin est construite entre le XIe siècle et le XIVe siècle sur l'emplacement d'une ancienne nécropole gallo-romaine, à la croisée de plusieurs anciennes voies gallo-romaines, et en particulier de la Via Agrippa de l'Océan (Via Agrippa) reliant les villes gallo-romaines de Lugdunum (Lyon), Cavillonum (Chalon-sur-Saône), Augustodunum (Autun), Sidolocus (Saulieu), Augustomagus (Amiens), jusqu’à Gesoriacum (Boulogne-sur-Mer).

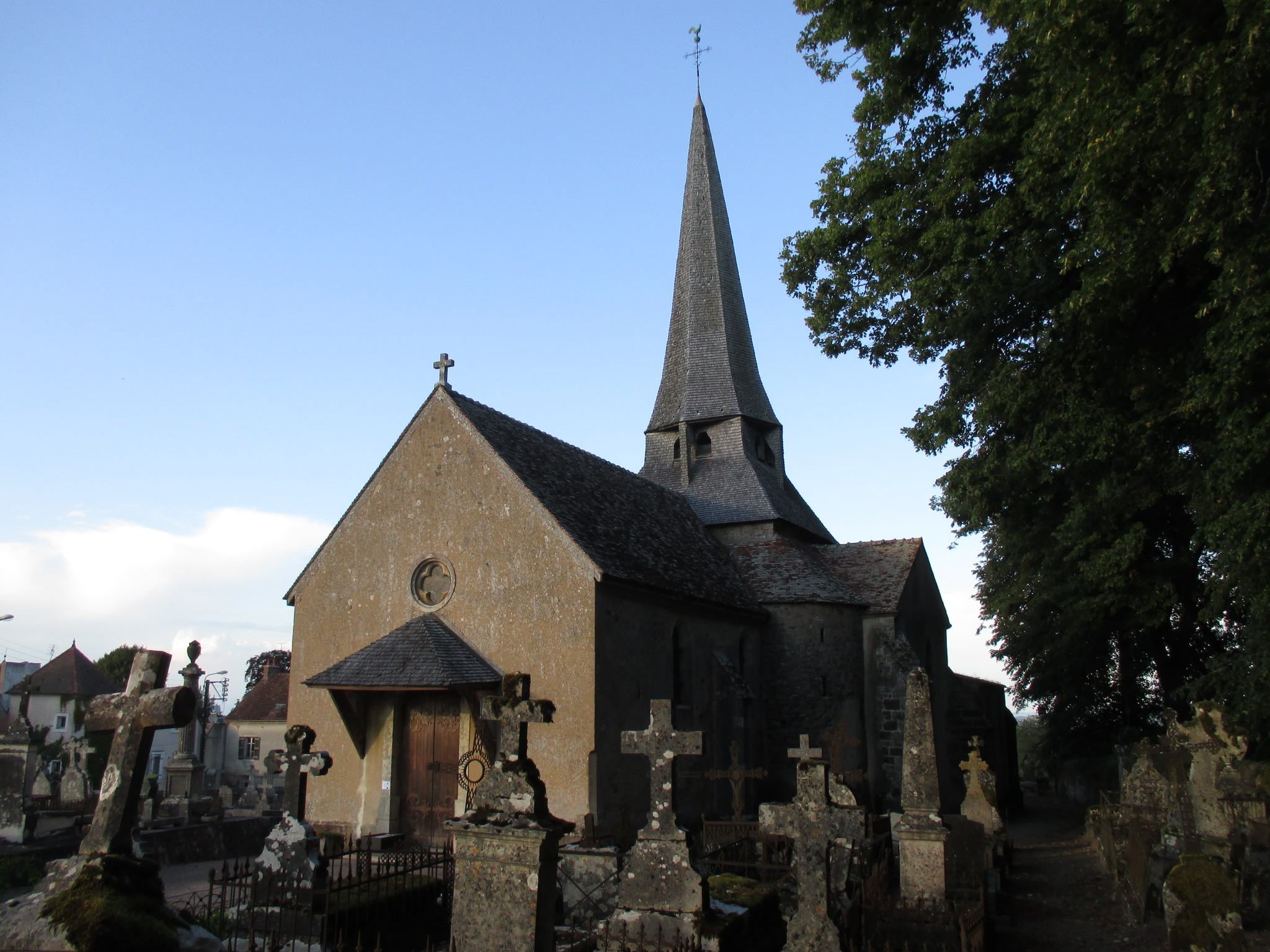
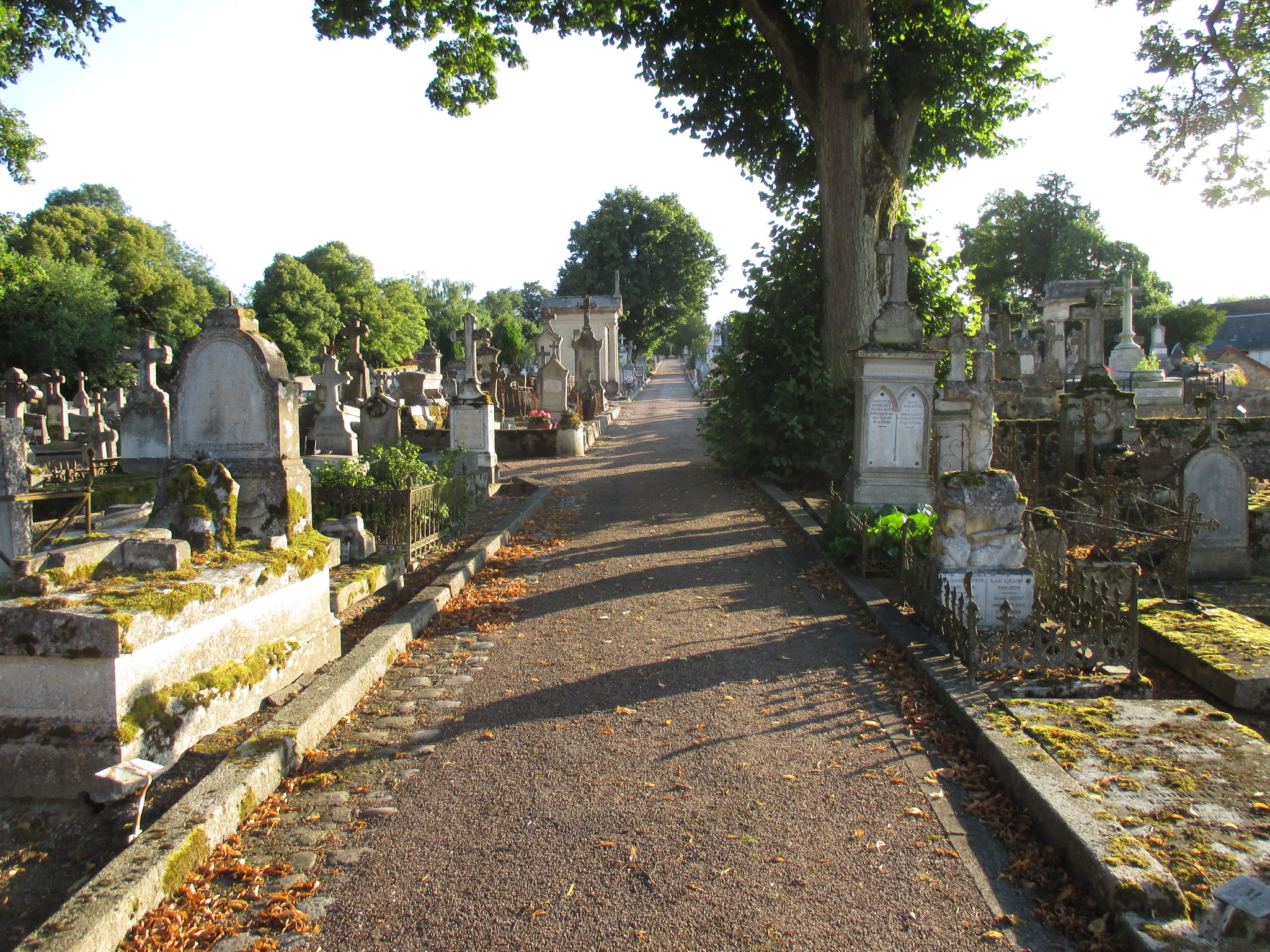
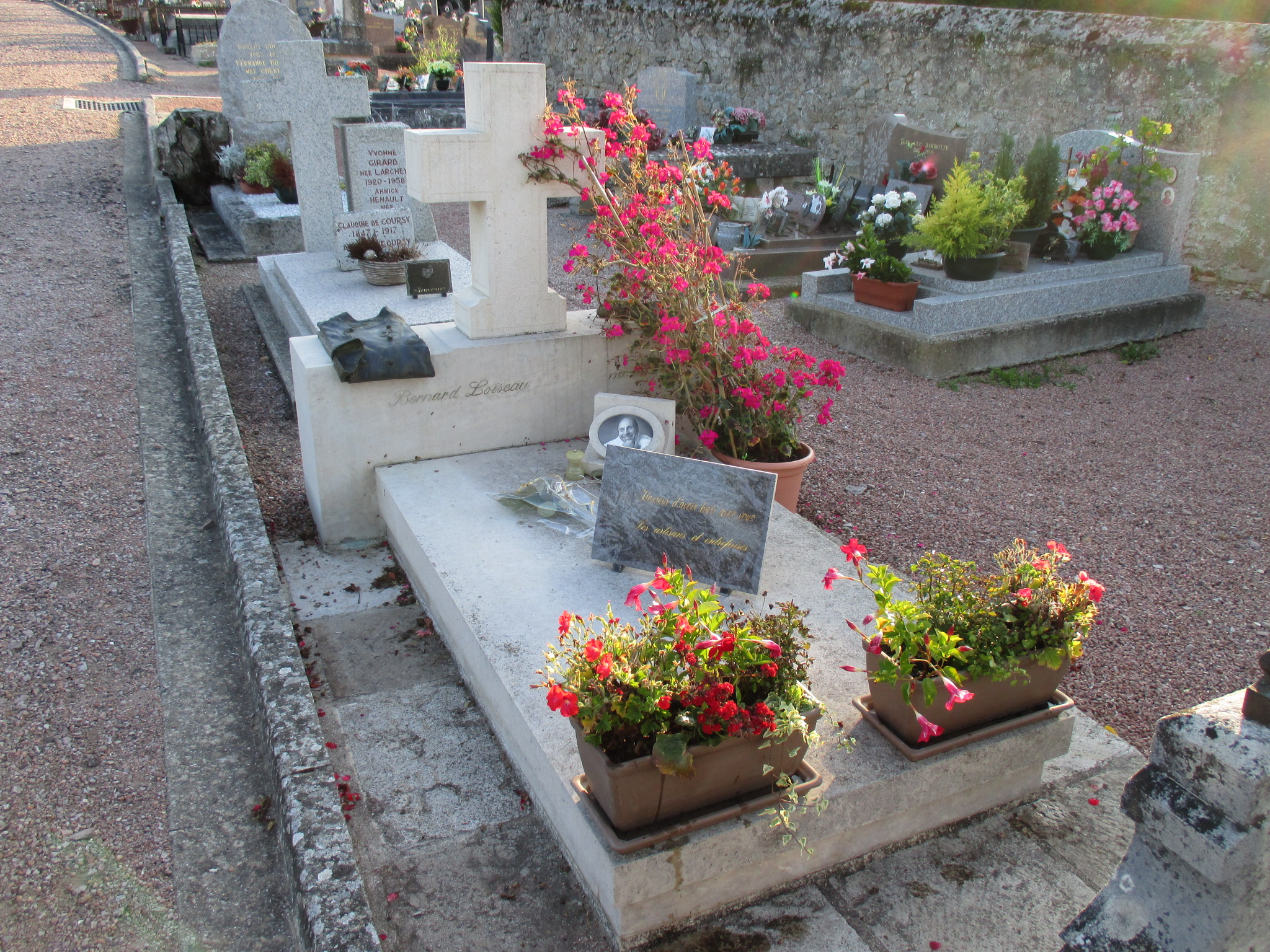
Bernard Loiseau (1951-2003)

Elle est placée sous le vocable de saint Saturnin de Toulouse, premier évêque de Toulouse martyrisé en 250.
L'édifice est plusieurs fois remanié au cours des siècles, avec entre autres le rallongement du chœur et l'ajout d'une sacristie au XVIIe siècle. La flèche et le porche sont recouverts de bardeaux de chêne ou de châtaignier.
Elle est église paroissiale jusqu'en 1792.

## Personnalités inhumées
- Mathieu Bizouard-Bert (1826-1898) homme politique et député de la Côte-d'Or
- François Pompon (1855-1933) sculpteur animalier né à Saulieu, veillé par une de ses œuvres, le Condor.
- Marcel Roclore (1897-1966) homme politique, ministre et député de la Côte-d'Or
- Bernard Loiseau (1951-2003) restaurateur trois étoiles du restaurant La Côte d'Or de Saulieu